# Каціс
Каціс (нім. Cazis) — громада  в Швейцарії в кантоні Граубюнден, регіон Віамала.

## Географія
Громада розташована на відстані близько 155 км на схід від Берна, 17 км на південний захід від Кура.
Каціс має площу 31,2 км², з яких на 6,3% дозволяється будівництво (житлове та будівництво доріг), 50,1% використовуються в сільськогосподарських цілях, 36,5% зайнято лісами, 7,2% не є продуктивними (річки, льодовики або гори).

## Демографія
2019 року в громаді мешкало 2264 особи (+12,7% порівняно з 2010 роком), іноземців було 16,5%. Густота населення становила 73 осіб/км².
За віковим діапазоном населення розподілялося таким чином: 19,9% — особи молодші 20 років, 59,8% — особи у віці 20—64 років, 20,2% — особи у віці 65 років та старші. Було 944 помешкань (у середньому 2,3 особи в помешканні).
Із загальної кількості 1255 працюючих 103 було зайнятих в первинному секторі, 272 — в обробній промисловості, 880 — в галузі послуг.